# Ningyuansaurus
Ningyuansaurus wangi
Genre
Espèce
Ningyuansaurus est un genre éteint de dinosaures Oviraptorosauria basal. Il contient l'unique espèce Ningyuansaurus wangi, connue grâce à un spécimen fossile de la formation d'Yixian du Crétacé inférieur (stade Aptien, il y a 124,6 Ma) de Jianchang, dans la province occidentale de Liaoning, en République populaire de Chine.
On pense qu'il s'agit de l'espèce d'Oviraptorosauria la plus basale, en raison de son long crâne et de son plus grand nombre de dents par rapport à tout autre Oviraptorosauria connu. Le nom générique Ningyuansaurus est dérivé de Ningyuan, un ancien nom de la ville de Xingcheng. Le nom spécifique honore Wang Qiuwu, le propriétaire privé du spécimen qui en a fait don pour l'étude scientifique. Le spécimen se trouve maintenant au musée Confuciusornis de Xingcheng.

## Description
Le seul spécimen fossile connu de N. wangi est remarquable pour avoir un grand nombre de dents par rapport aux Oviraptorosauria plus avancés, mais les dents à l'arrière de la mâchoire supérieure (maxillaire) sont encore en nombre réduit par rapport à la plupart des autres Theropoda non aviaires. Le nombre réduit de dents maxillaires de Ningyuansaurus est partagé avec les Scansoriopterygidae et d'autres Oviraptorosauria basaux comme Incisivosaurus. Bien que le crâne soit mal conservé, le spécimen a conservé au moins quatorze dents dans la mâchoire inférieure (dentaires) et dix dents dans la mâchoire supérieure, quatre dans le prémaxillaire et six dans le maxillaire. Les dents étaient serrées les unes contre les autres et n'étaient pas dentelées. Les yeux étaient relativement grands. Le crâne était généralement de forme triangulaire mais plus long que celui d'autres Oviraptorosauria basaux comme Caudipteryx, avec une mâchoire inférieure droite contrairement à la plupart des autres Oviraptorosauria.
Les bras étaient courts, avec l'humérus plus longs que l'ulna. Les jambes étaient longues, et la partie supérieure de la jambe (fémur) était plus longue que les os du bassin. La queue était relativement longue et des empreintes de plumes ont été trouvées près de l'extrémité. D'autres empreintes de plumes ont été identifiées le long du cou.

## Régime alimentaire
De nombreuses petites structures de forme ovale ont été trouvées dans la cavité corporelle du spécimen type, chacune ayant un diamètre de 10 mm ou moins. Il pourrait s'agir de restes de graines, ce qui indique que N. wangi était, au moins partiellement, un mangeur de graines.

## Classification
Qiang Ji (d) et al. ont classé Ningyuansaurus parmi les Theropoda Oviraptorosauria,,.